# Freiherren von Greifenstein

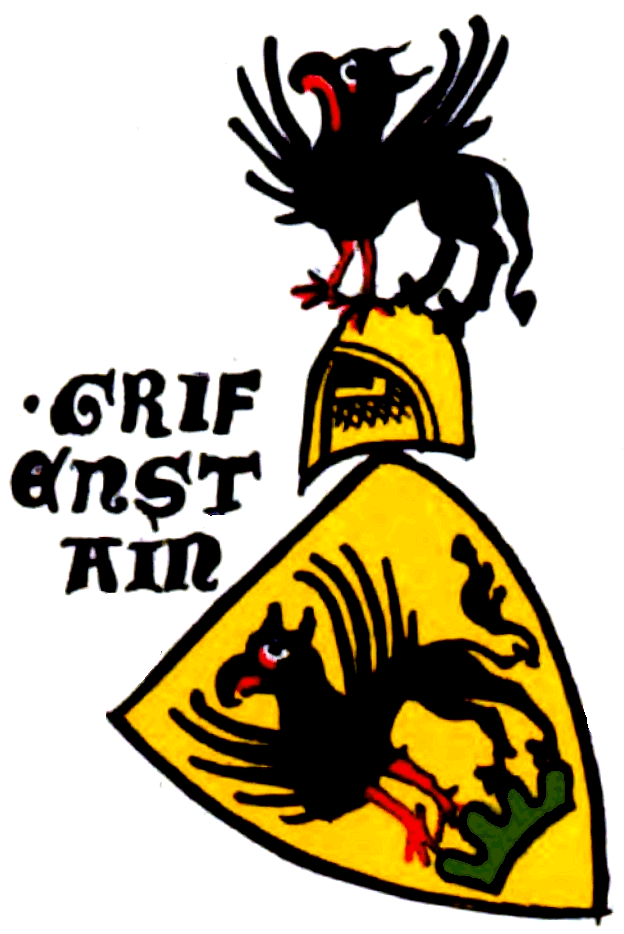
Wappen der Greifenstein in der Zürcher Wappenrolle (ca. 1340)

Die Freiherren von Greifenstein waren im 13. und frühen 14. Jahrhundert ein edelfreies Adelsgeschlecht im schweizerischen Kanton Graubünden. Ihr Stammsitz war die Burg Greifenstein oberhalb Filisur im Albulatal. Greifensteiner, die Freiherren von Wildenberg und jene zu Frauenberg führten im Wappen den Greif.
Wahrscheinlich handelt es sich bei denen von Greifenstein um einen Zweig der Freiherren von Sagogn, der sich um 1200 abgespaltet hatte. Eine nähere Beziehung zu den gleichnamigen bereits 1165 ausgestorbenen Südtiroler Grafen von Morit-Greifenstein ist nicht nachgewiesen, ebenso wenig mit den Ministerialen von Greifenstein in Terlan bei Bozen.

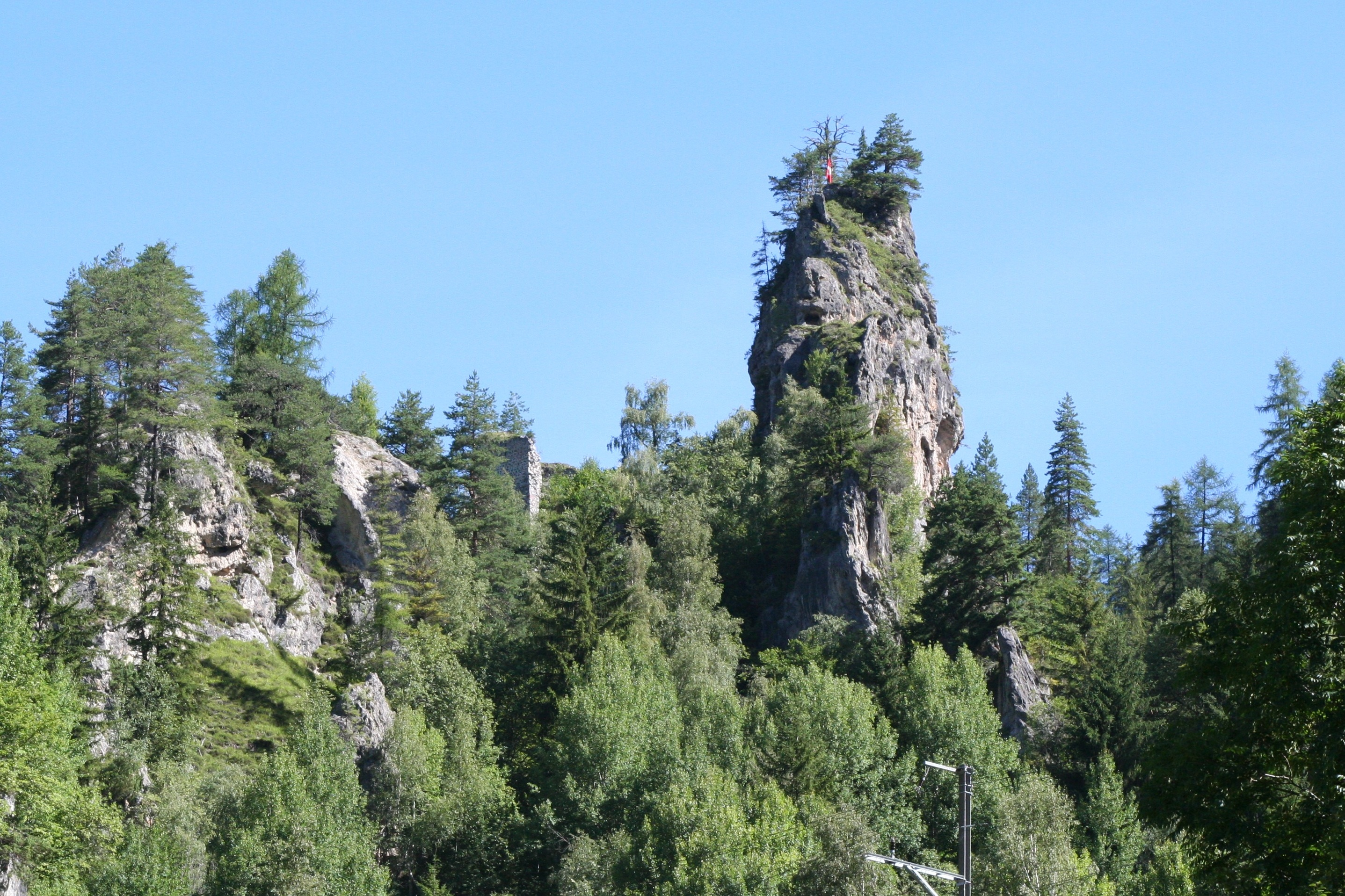
Ruine der Burg Greifenstein oberhalb Filisur

Die Burg Greifenstein war das Zentrum der gleichnamigen Herrschaft mit Gütern in Filisur, Bergün, Latsch und Stugl. Die Burg war das  Zentrum der gleichnamigen Herrschaft.  Der erste bekannte Vertreter der Familie war Rudolf, der vermutlich mit einem 1210 genannten Rudolf von Sagogn identisch ist. Dieser war 1233 an der Ermordung des Churer Bischofs Berchtold I. (1227–1233) bei Rueun beteiligt. Als Strafe verpflichtete ihn der Papst zur Teilnahme an einem Kreuzzug, den dieser nach einer Fristverlängerung und Androhung der Exkommunikation 1237 offenbar auch antrat. 
Rudolfs Söhne Heinrich und Albert erscheinen 1243 als Zeugen einer Güterübertragung von Vaz an das Kloster Salem. Noch vor 1300 gingen Burg und Herrschaft Greifenstein an die Freiherren von Wildenberg über; 1297 residierte der Wildenberger Amtmann Ortolf auf der Burg Greifenstein: Ortolfo ministro in Grifenstein. Als letzte Träger des Namens Greifenstein werden 1243 Heinrich und Albert erwähnt.  1252 erscheint Alberts Sohn Heinrich I. von Wildenberg: dominus Anricus de Guilimbergo filius condam Alberti de Griffensteine. Warum der Name Greifenstein aufgegeben wurde, ist nicht bekannt. Zwischen 1302 (letztes Auftreten) und 1319 (Tod der Witwe) starb mit Heinrich II. der letzte Vertreter der Linie. Sein Sitz war die Burg Freudenberg bei Bad Ragaz.